# Provincie Las Palmas
Provincie Las Palmas je jednou z 50 provincií Španělska. Společně s blízkou provincií Santa Cruz de Tenerife tvoří ostrovní autonomní společenství Kanárské ostrovy. Provincie sestává ze 3 ostrovů vulkanického původu - Gran Canaria, Lanzarote a Fuerteventura, dále pak několika malými ostrůvky (např. Isla Graciosa, Isla de Lobos). Počet obyvatel provincie je přibližně 1,15 milionu. Hlavním městem je Las Palmas de Gran Canaria na východním pobřeží ostrova Gran Canaria.

## Historie
V roce 1833 bylo Španělsko rozděleno na 49 provincií. Kanárské ostrovy byly tvořeny jedinou provincií s hlavním městem Las Palmas. V roce 1927 se provincie rozdělila na 2 nové - východní ostrovy utvořili provincii Las Palmas (Gran Canaria, Fuerteventura a Lanzarote) a západní Santa Cruz de Tenerife (Gomera, La Palma, El Hierro a Tenerife), celkové číslo španělských provincií se zvýšilo na současných 50.

## Příroda
Na území provincie se nachází jeden z španělských národních parků.  Jedná se o lokalitu Timanfaya na ostrově Lanzarote. Zároveň na ostrovech Gran Canaria a Lanzarote se rozkládají biosférické rezervace UNESCO. 

## Fotogalerie

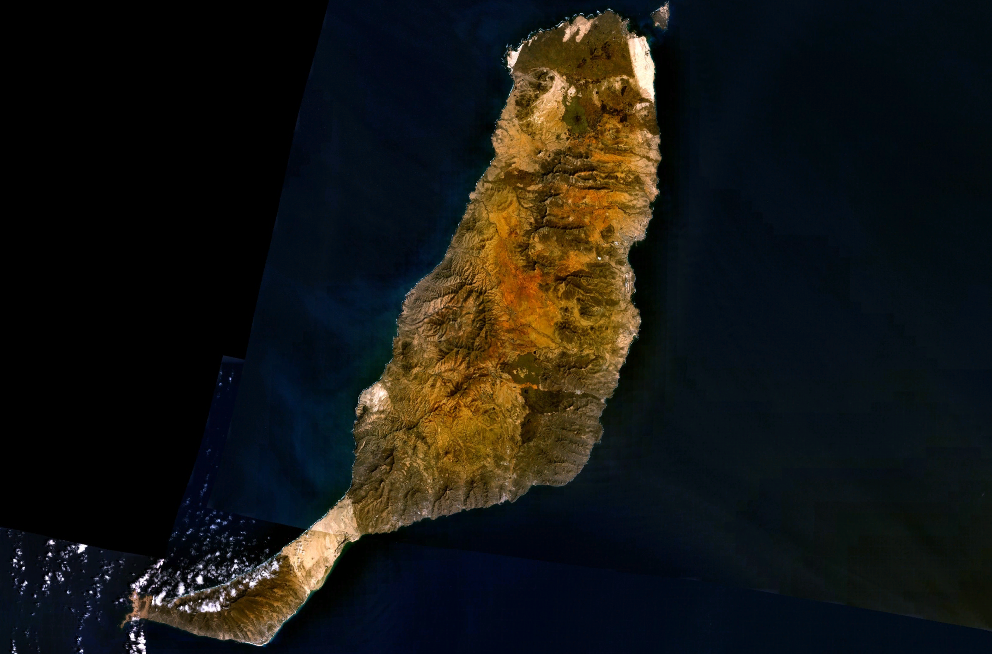
Fuerteventura
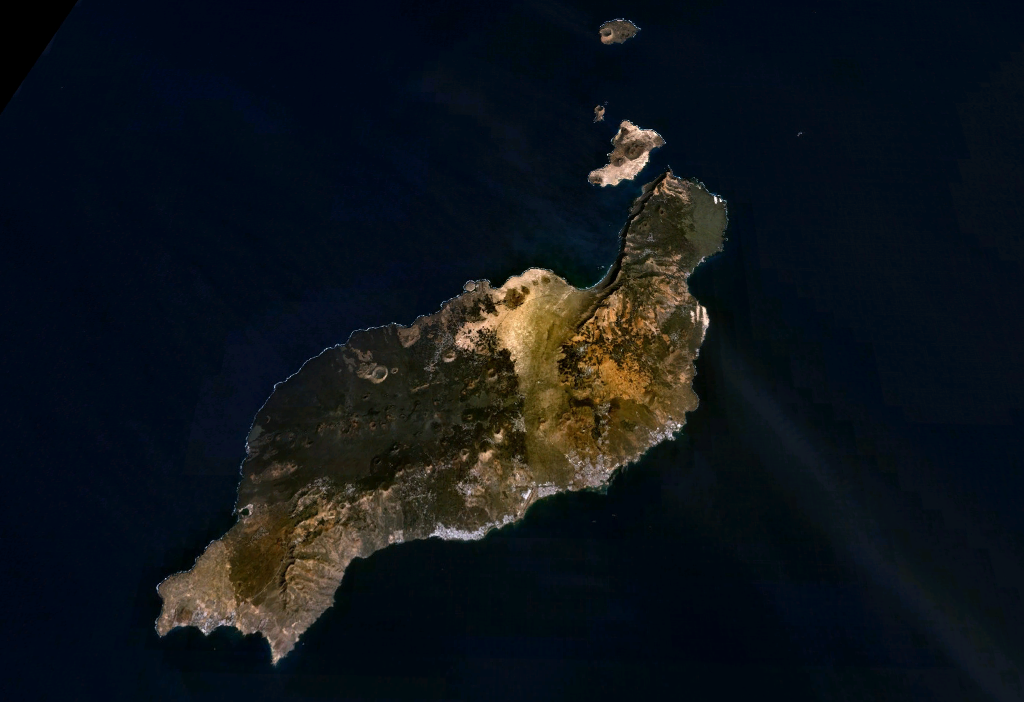
Lanazarote
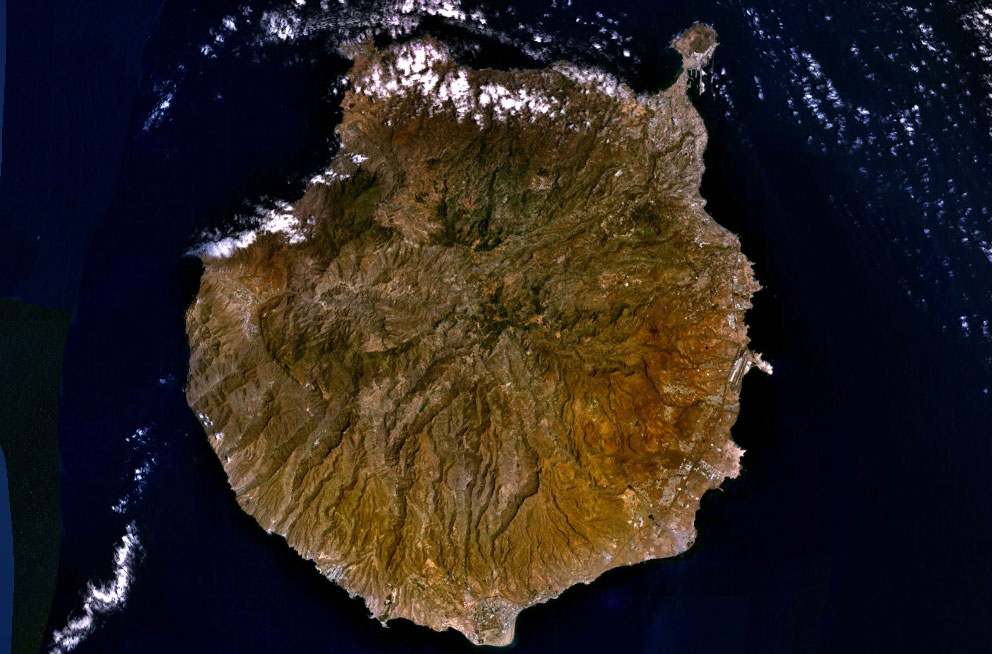
Gran Canaria